# Carrousel de Paris
Pour les articles homonymes, voir Carrousel.
 (février 2013).
Si vous disposez d'ouvrages ou d'articles de référence ou si vous connaissez des sites web de qualité traitant du thème abordé ici, merci de compléter l'article en donnant les références utiles à sa vérifiabilité et en les liant à la section « Notes et références ».
Le Carrousel de Paris fut un cabaret parisien créé en 1947 au 40 rue du Colisée (8e arrondissement de Paris) ; puis il s'installa en 1962, 6 rue Vavin (6e arrondissement de Paris), avant de déménager en 1985, au 40, rue Fontaine (9e arrondissement de Paris). Il cessera définitivement son activité de diner-spectacle en 2016. 

## Historique
En 1938, Bourvil y participe à un radio-crochet qu’il gagnera avec Ignace, transformant la Maison en café théâtre parisien ; Léo Ferré y donnera ses premiers concerts, ainsi que Gilbert Bécaud en tant que pianiste-accompagnateur. Mais les sketches et les pitreries de Bourvil ayant fait des émules, de plus en plus d’artistes comiques s'y produiront.
En 1952, Georges Brassens essaie son tour de chant avant de passer a Bobino quelques mois plus tard. Boby Lapointe y crée un spectacle burlesque en mélangeant les genres.
Jacques Brel se lie d’amitié avec Juliette Gréco, et c’est pour elle qu’il écrit Quand on a que l’amour, chanson qu'il crée sur la scène du Carrousel de Paris.
Sacha Distel y joue du jazz en petite formation. 
En 1954, Dalida y passe une audition et sera remarquée par Lucien Morisse, alors directeur d’Europe N°1 et par le jeune Eddie Barclay. En 1958, Barbara y connaîtra les désagréments d’un public boudeur et lui préférera les soirées cabaret de la Rive gauche.
Serge Gainsbourg va commencer son tour de chant avant de l’interrompre brutalement à cause d’un spectateur un peu bruyant. Ce soir-là, l’assistance restera sur sa faim.
À partir du milieu des années 1950, la direction de l’époque choisira Coccinelle pour créer l’événement ; le tout Paris se presse alors pour admirer l'artiste trans à se donner en spectacle, version diner-spectacle burlesque, accompagnée d'une troupe composée de Bambi, April Ashley, Péki d'Oslo, Capucine, Kiki Moustic, Les-Lee, Fétiche, Coco, Sonne teal, Rita del oro, Doriana, Chou chou, etc. 
Au début des années 1960, Jean Ferrat y crée Ma môme et Nino Ferrer, inspiré par le jazz comme Sacha Distel, y restera quelques mois.
En 1966, Ivan Rebroff y restera quelques semaines.
En 1985, le Carrousel de Paris change d'adresse. Après la rue Vavin, il arrive 40 rue Fontaine, face à la place Blanche, et va remplacer l'ex Ambassy club, ou venaient s'encanailler les touristes en recherche de bonne compagnie. A l'Ambassy, c'était un tout autre genre de spectacle, aussi bien sur scène que dans la salle, avec à l'accueil, une centaine d'entraineuses aptes à faire boire du Champagne fort cher à une clientèle du soir. 
Le Carrousel de Paris mettra fin à tout cela en produisant un véritable diner-spectacle varié présentant des attractions internationales et burlesques. 
François Mitterrand participera, sans le vouloir, à la promotion du lieu en créant le Carrousel du Louvre, créant une certaine confusion dans l'esprit des clients.  
La troupe du cabaret Madame Arthur s’installe au Carrousel de Paris avec ses transformistes et en 1990, la revue dans sa forme actuelle, s’inspirera de celle du Paradis Latin.
Des comiques y font leur show, Mathieu humoriste, Olivier Lejeune, Gérald Dahan ou Bernard Mabille, Lagaf, Michel Leeb.
En 1996, Valério Berkovics rachète le Carrousel de Paris au groupe Madame Arthur. Une nouvelle revue, Rigoleto!, est créée, à base de numéros burlesques. La revue restera à l'affiche pendant 12 ans jusqu'en 2008, date à laquelle le cabaret change encore de propriétaire ; sous la direction de Mr Samy, l'établissement sera ensuite racheté en juin 2010 par la société SNCP, sous la direction de Simone Lumbroso, diners spectacle chaque soir, avec ballet et attractions, humoriste etc :   
Le ventriloque Jeff Panacloc, Danilsen et son numéro d'ombres, Michel Vivacqua humoriste, Tony Marco humoriste, spectacle présenté par l'humoriste et comédien Dane Porret.  
Le Cabaret cessera définitivement son activité en 2017 après le dernier show d'un collectif de drag queens. Il sera racheté pour en faire un bar à cocktail mais gardera le nom de Carrousel.